# Trop-plein

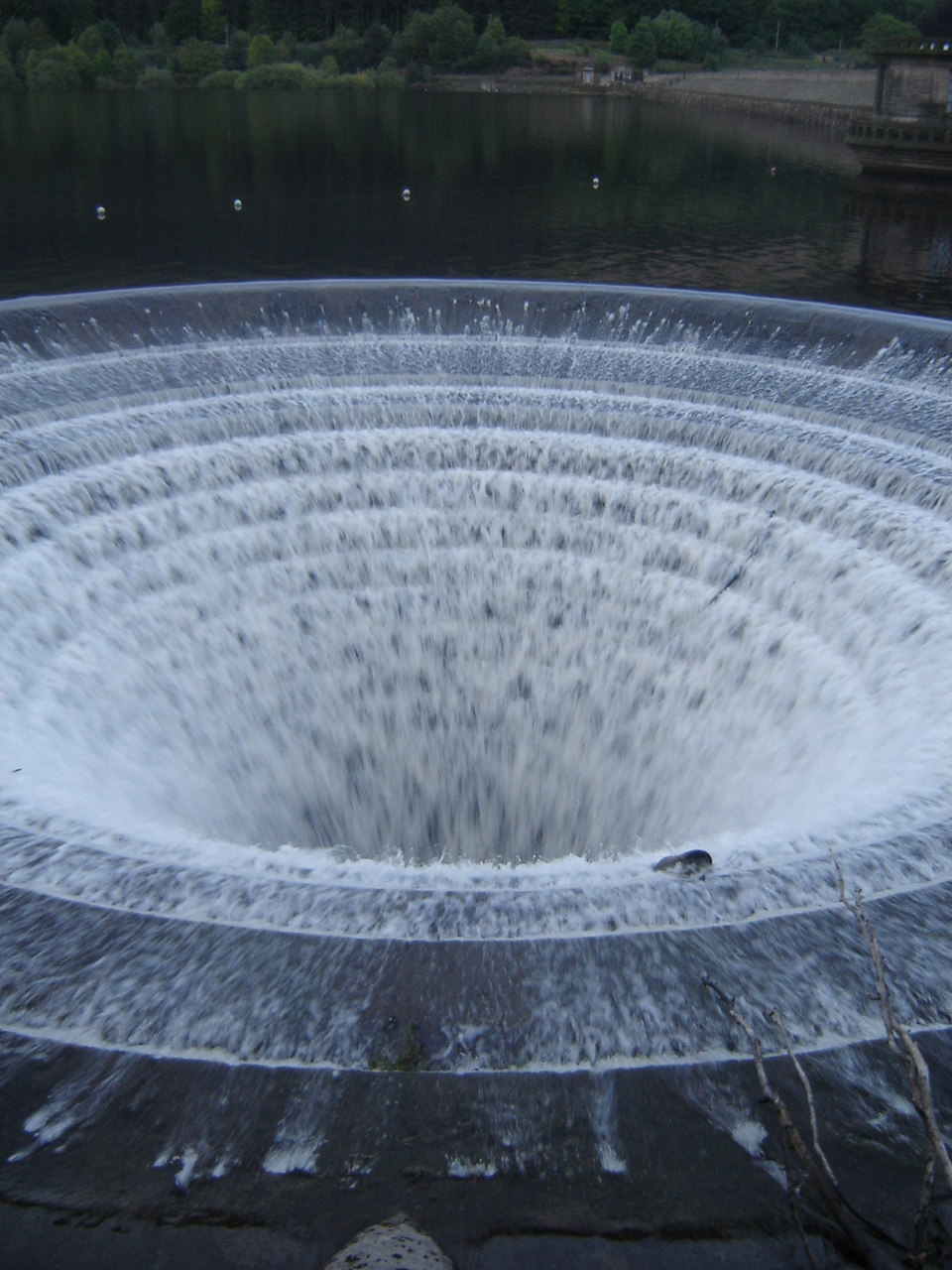
Trop-plein de réservoir en tulipe.

Un trop-plein est un système permettant la régulation, par débordement, du niveau de l'eau d'un réservoir ou d'un récipient. Il consiste à éviter un remplissage excessif pouvant causer des dommages supérieurs à ceux éventuellement acceptés par un débordement contrôlé.
Un trop-plein peut être constitué de différentes façons :
- un simple trou dans une paroi, placé au niveau auquel on souhaite ajuster l'eau,
  - le trop-plein des lavabos, éviers et baignoires est construit sur ce principe. L'orifice est relié à un tuyau connecté à la vidange,
- une évacuation de fond reliée à un tuyau remontant jusqu'au niveau auquel on souhaite ajuster l'eau,
  - cette technique est souvent utilisée dans les bassins et fontaines d'ornement,
- une échancrure pratiquée dans le rebord de la réserve ou du conduit,
  - une « surverse » peut être pratiquée dans un chéneau pour diriger le déversement des eaux de pluie en cas de colmatage de la descente d'eau pluviale,
  - les trop-plein des grands ouvrages comme les lacs de barrage sont appelés déversoir.